# Anabarhynchus atratus
Anabarhynchus atratus är en tvåvingeart som beskrevs av Lyneborg 1992. Anabarhynchus atratus ingår i släktet Anabarhynchus och familjen stilettflugor. Inga underarter finns listade i Catalogue of Life.